# RAM・02
RAM・02は、RAMレーシングが1984年のF1世界選手権に投入したフォーミュラ1カー。元マーチのデイブ・ケリーが設計した。最高成績は9位。

## 背景
マーチ・グランプリと袂を分かったRAMレーシングはオリジナルのマシンを開発することとなった。それまではマーチ・グランプリが製作したマシンや、マーチ・グランプリによる設計図を元にRAMが製作したマシンを使用したが、1984シーズンはオリジナルのRAM・02を投入することとなった。ただし設計したのは長らくマーチにいたデヴィッド（デイブ）・ケリーであった。

## 開発
エンジンは01同様ハート415Tが搭載された。車体の形状も大きく変わらないが、サイドポンツーンが変更された。モノコックの形状はほぼ同一であるが、素材はアルミニウムとカーボンファイバーのハニカムコンポジット複合構造を採用した。これにより大幅な軽量化を果たした。
ハート415Tは、RAMの様な弱小チームが選択できる唯一のターボエンジンであったが、信頼性は低くトラブルにより多くのリタイアを喫した。それでも自然吸気エンジンよりは戦闘力が向上し、予選通過はそれほどの難関では無くなった。
02は3台が製作された。この年からスポンサーにアメリカの噛みタバコ、スコール・バンディットが付き、車体は白と濃緑色のカラーリングとなった。

## レース戦績
前年とは異なり1984年は2台体制でシーズンに臨んだが、02は開幕に1台しか間に合わず、フィリップ・アリオーがドライブした。第3戦のベルギーで2台目が投入され、ジョナサン・パーマーも02をドライブした。第9戦のカナダではパーマーに代わってマイク・サックウェルが起用された。
予選落ちはアリオーが2回、パーマーが1回、アリオーは第9戦アメリカグランプリ(ダラス)では土曜日の予選でクラッシュし決勝は出走しなかった。02の最高位は9位が3回でいずれもパーマーによるものであった。リタイアはアリオーが10回、パーマーが7回、サックウェルが1回であった。02はポイントを獲得することができなかった。

## スペック
- 名称 : RAM 02
- 燃料タンク容量 : 220 リットル
- ブレーキ : APレーシング / ロッキード
- エンジン : ハート・415T
- 出力 : 650馬力 / 10,500回転
- イグニッション : マレリ
- 燃料システム : ルーカス

## F1における全成績
(key) （太字はポールポジション）
| 年     | チーム  | エンジン                  | タイヤ | No | ドライバー   | 1   | 2   | 3   | 4   | 5   | 6    | 7   | 8   | 9   | 10  | 11  | 12  | 13  | 14  | 15  | 16  | ポイント | 順位 |
| ------ | ------- | ------------------------- | ------ | -- | ------------ | --- | --- | --- | --- | --- | ---- | --- | --- | --- | --- | --- | --- | --- | --- | --- | --- | -------- | ---- |
| 1984年 | RAM・02 | ハート 415T L4 1.5 ターボ | P      |    |              | BRA | RSA | BEL | SMR | FRA | MON† | CAN | DET | USA | GBR | GER | AUT | NED | ITA | EUR | POR | 0        | -    |
| 1984年 | RAM・02 | ハート 415T L4 1.5 ターボ | P      | 9  | アリオー     | Ret | Ret | DNQ | Ret | Ret | DNQ  | 10  | Ret | DNS | Ret | Ret | 11  | 10  | Ret | Ret | Ret | 0        | -    |
| 1984年 | RAM・02 | ハート 415T L4 1.5 ターボ | P      | 10 | パーマー     |     |     | 10  | 9   | 13  | DNQ  |     | Ret | Ret | Ret | Ret | 9   | 9   | Ret | Ret | Ret | 0        | -    |
| 1984年 | RAM・02 | ハート 415T L4 1.5 ターボ | P      | 10 | サックウェル |     |     |     |     |     |      | Ret |     |     |     |     |     |     |     |     |     | 0        | -    |

- †レースは大雨のため32周目に赤旗終了。規定周回数の75％を消化していないため、与えられるポイントは従来の半分

## 参照
1. ↑  David Hodges: A–Z of Grand Prix Cars 1906–2001, 2001 (Crowood Press), ISBN 1-86126-339-2, S. 196.
2. ↑  David Hodges: Rennwagen von A–Z nach 1945, Motorbuch Verlag Stuttgart 1993, ISBN 3-613-01477-7, S. 219.